# Juristenball-Tänze
Juristenball-Tänze, op. 177, är en vals av Johann Strauss den yngre. Den spelades första gången den 14 januari 1856 i Sofiensäle i Wien.

## Historia
Juristernas årliga studentbal under karnevalstiden var en av de mest besökta och populära i Wien. Till 1856 års evenemang tillfrågades Johann Strauss den yngre om denne kunde komma och dirigera sin orkester samt komponera ett nytt verk. Strauss accepterade beställningen och skrev en rutinmässig vals utan någon större förhoppning om dess kvalitet. Han bemödade sig inte heller att ge den någon originell titel; ingen hänvisning till gudar eller demoner, ingen hänvisning till den klassiska antiken. Helt enkelt "Juristernas baldans". Tidningsreportern från Fremdenblatt skrev om balen (16 januari): "Detta år har Juristbalen överträffat sig vad gäller praktfull dekorering. Rummet var draperat ytterst smakfullt och på båda sidor iscensatt med små trädgårdar från vilka charmerande amorinstatyer blickade ned på de dansande... Herr Strauss dirigerade musiken och mottog stormande applåder med sin nya 'Juristenball-Tänze'". Tidningen Der Wanderer (17 januari) uttryckte liknande åsikter: "Vi kan bara rapportera positivt från Juristbalen som ägde rum i måndags i Sofiensäle. De många betydande dignitärerna och aristokraterna som var närvarande bidrog till balens festlighet. Strauss senaste vals, Juristenball-Tänze, är precis lika spirituell och intagande som sina föregångare". Även Wiener Zeitung var berömmande i sina lovord angående valsen: "Juristvalen, nykomponerade av kapellmästare Strauss, kommer att förgylla många balnätter med sin ljuvliga musik". 
När Strauss for på sin stora konsertturné till Ryssland samma år visade sig Juristenball-Tänze vara den mest populära av Strauss alla kompositioner. Vid öppningskonserten i Pavlovsk den 18 maj (6 maj enligt rysk kalender) spelades den fyra gånger och under turnéns fem månader dirigerade Strauss valsen inte mindre än 139 gånger. En reporter från Sankt Petersburg uttalade sig i Wiener Theaterzeitung (5 september 1856): "Av hans danser är det 'Juristenball-Tänze' och 'Sans-souci-Polka' som alltid gör det största intrycket. Allenast de har den magiska kraften att attrahera lyssnarna." När Strauss 30 år senare förberedde sin sista konsertturné till Ryssland 1886 skrev han till sin broder Eduard Strauss, som hade hand om familjens musikarkiv, och begärde ut notmaterial för 15 verk. Överst på listan stod Juristenball-Tänze.

## Om valsen
Speltiden är ca 9 minuter och 12 sekunder plus minus några sekunder beroende på dirigentens musikaliska tolkning.

## Weblänkar
- Juristenball-Tänze i Naxos-utgåvan.